# أندي ستوكس
أندي ستوكس (بالإنجليزية: Andy Stokes)‏ هو لاعب كرة قدم أمريكية أمريكي، ولد في 2 يونيو 1981.

## وصلات خارجية
- أندي ستوكس على موقع JustSportsStats.com (الإنجليزية)